# Bomber (Album)
Bomber ist das dritte Studioalbum der britischen Heavy-Metal-Band Motörhead. Es wurde am 27. Oktober 1979 veröffentlicht und erhielt im Juli 1980 in Großbritannien Silber-Status für 60.000 verkaufte Einheiten.

## Hintergründe
Wenige Wochen nach Ende der Tournee zum Vorgängeralbum Overkill ging die Band in das Roundhouse Studio in London, um für Bronze Records ein zweites Album einzuspielen. Produzent war wie bei Overkill Jimmy Miller. Die Aufnahmen wurden durch die fortschreitende Heroinsucht Millers überschattet, der seine Aufgabe als Produzent zeitweise vernachlässigte und den Toningenieuren sowie der Band überließ. Nach der Aufnahme der Basisspuren unterbrach Motörhead die Aufnahmen für einen Auftritt beim Reading and Leeds Festivals, um danach das Album fertig zu mixen. Im Oktober 1979 erschien Bomber und verkaufte sich bis Mitte 1980 weltweit rund 250.000-mal. Auf dem Plattencover befindet sich die comichafte Zeichnung eines deutschen Bombers (He 111), gezeichnet vom Fantasy-Künstler Adrian Chesterman.
Mit Dead Men Tell No Tales hatte Lemmy Kilmister sein erstes Lied gegen den Missbrauch von Heroin geschrieben, allerdings handelt es nicht von der Heroinsucht des Produzenten Jimmy Miller. Das Stück Step Down wurde von Gitarrist Eddie Clarke eingesungen. Rückblickend bezeichnete Kilmister Bomber als „Übergangsalbum zwischen Overkill und Ace of Spades“, es enthalte „ein paar wirklich schlechte Stücke … wie Talking Head“.

## Tournee
Bereits kurz nach Erscheinen des Albums begann die dazugehörige Tournee mit Saxon im Vorprogramm der Auftritte in England. Dabei kam erstmals die Bomber-Lichtanlage zum Einsatz, eine Nachbildung eines deutschen Bombers aus dem Zweiten Weltkrieg. Sie hatte eine Seitenlänge von zwölf Metern und war in alle vier Himmelsrichtungen schwenkbar. Den Bau dieser Anlage hatte die Band mit eigenen finanziellen Mitteln aus den Verkäufen der bisherigen Alben finanziert. Während der Tour wurden Liveaufnahmen von Leaving Here, Stone Dead Forever, Dead Men Tell No Tales und Too Late Too Late mitgeschnitten und 1980 als EP unter dem Titel The Golden Years veröffentlicht. Im Rahmen eines Konzertes in der Stafford Bingley Hall im Juli 1980 wurde der Band eine Silberne Schallplatte für Bomber überreicht.

## Titelliste
1. Dead Men Tell No Tales – 3:07
2. Lawman – 4:03
3. Sweet Revenge – 4:10
4. Sharpshooter – 3:19
5. Poison – 2:54
6. Stone Dead Forever – 4:54
7. All the Aces – 3:24
8. Step Down – 3:41
9. Talking Head – 3:40
10. Bomber – 3:43

## Kritiken und Rezeption
Jason Birchmeier von Allmusic sieht viele Gemeinsamkeiten mit dem Anfang des gleichen Jahres erschienenen Overkill. Den größten Unterschied sieht er in den Liedern des Albums, die nicht so gut seien wie die auf dem Vorgänger. Trotzdem gehöre das Album zu den besten der Band. Götz Kühnemund vom Rock Hard bemerkt, dass das Album gerade ein halbes Jahr nach Overkill erschienen ist, was von Fans und Kritikern als zu früh empfunden worden sei. Allerdings sei es Motörhead rückblickend gelungen, „innerhalb kürzester Zeit einen (fast) gleichwertigen Nachfolger … zu schreiben“.
Stone Dead Forever wurde 1991 von Rostok Vampires für ihr Album Torment of Transformation gecovert.
Es existiert eine Motörhead-Tributband namens Bömbers, in der u. a. Abbath spielt.